# Моль (единица измерения)
Моль (русское обозначение: моль; международное: mol; устаревшее название грамм-молекула (по отношению к количеству молекул); от лат. moles — количество, масса, счётное множество) — единица измерения количества вещества в Международной системе единиц (СИ), одна из семи основных единиц СИ.
Значение одного моля определяется через число Авогадро, один моль — количество вещества, содержащее 6,022 140 76⋅1023 частиц (атомов, молекул, ионов, электронов или любых других объектов).
Моль принят в качестве основной единицы СИ XIV Генеральной конференцией по мерам и весам (ГКМВ) в 1971 году, определение моля было изменено на XXVI Генеральной конференции в 2018 году.

## Устаревшее определение
Точное определение моля формулировалось так:

Моль — количество вещества системы, содержащей столько же структурных элементов, сколько содержится атомов в углероде-12 массой 0,012 кг. При применении моля структурные элементы должны быть специфицированы и могут быть атомами, молекулами, ионами, электронами и другими частицами или специфицированными группами частиц.

Из определения моля непосредственно следовало, что молярная масса углерода-12 равна 12 г/моль точно.
Количество специфицированных структурных элементов в одном моле вещества называется постоянной Авогадро (числом Авогадро), обозначаемой обычно как NA. Таким образом, в углероде-12 массой 0,012 кг содержится NA атомов. Значение постоянной Авогадро, рекомендованное Комитетом по данным для науки и техники (CODATA) в 2014 году, равно 6,022140857(74)⋅1023 моль−1. Отсюда, 1 атом углерода-12 имеет массу 0,012/NA кг = 12/NA г. 1/12 массы атома углерода-12 называют атомной единицей массы (обозначение а. е. м.), и, следовательно, 1 а. е. м. = 0,001/NA кг = 1 / NA г. Таким образом, масса одного моля вещества (молярная масса) равна массе одной частицы вещества, атома или молекулы, выраженной в а. е. м. и умноженной на NA.

Например, масса 1 моля лития, имеющего атомарную кристаллическую решётку, будет равна

7 а. е. м. ⋅ NA = 7 ⋅ 1 / NA г ⋅ NA моль−1 = 7 г/моль,

а масса 1 моля кислорода, состоящего из двухатомных молекул

2 ⋅ 16 а. е. м. ⋅ NA = 2 ⋅ 16 ⋅ 1 / NA г ⋅ NA моль−1 = 32 г/моль.

То есть, из определения а. е. м. вытекает, что молярная масса вещества, выраженная в граммах на моль, численно равна массе мельчайшей частицы (атома или молекулы) этого вещества, выраженной в атомных единицах массы.
При нормальных условиях объём одного моля идеального газа составляет 22,413 996(39) л. Значит, один моль кислорода занимает объём 22,413 996(39) л (для простых расчётов 22,4 л) и имеет массу 32 г.

## Произошедшее переопределение
На XXIV ГКМВ 17—21 октября 2011 года была принята резолюция, в которой, в частности, предложено в будущей ревизии Международной системы единиц переопределить четыре основные единицы СИ, включая моль. Предполагалось, что новое определение моля будет базироваться на фиксированном численном значении постоянной Авогадро, которой будет приписано точное значение, основанное на результатах измерений, рекомендованных CODATA. В связи с этим в резолюции сформулировано следующее положение, касающееся моля:

Моль останется единицей количества вещества; но его величина будет устанавливаться фиксацией численного значения постоянной Авогадро равным в точности 6,02214X⋅1023, когда она выражена единицей СИ моль −1.

Здесь Х заменяет одну или более значащих цифр, которые должны были быть определены в дальнейшем на основании наиболее точных рекомендаций CODATA.
Новая ревизия СИ, включающая переопределение моля, была принята на XXVI ГКМВ в 2018 году, с вступлением в силу с 2019 года.
По мнению Международного бюро мер и весов (МБМВ), новое определение моля сделало его независящим от определения килограмма, а также подчеркнуло различие между физическими величинами количество вещества и масса.

## Кратные и дольные единицы
Десятичные кратные и дольные единицы образуют с помощью стандартных приставок СИ. Единицы измерения «иоктомоль», «ронтомоль» и «квектомоль» моль могут использоваться лишь формально, так как столь малые количества вещества должны измеряться отдельными частицами (1 имоль формально равен 0,60214076 частицы, 1 рмоль - 0,00060214076 частицы, 1 квмоль - 0,00000060214076 частицы).
| Кратные                                               | Кратные    | Кратные     | Кратные     | Дольные    | Дольные    | Дольные     | Дольные     |
| величина                                              | название   | обозначение | обозначение | величина   | название   | обозначение | обозначение |
| ----------------------------------------------------- | ---------- | ----------- | ----------- | ---------- | ---------- | ----------- | ----------- |
| 101 моль                                              | декамоль   | дамоль      | damol       | 10−1 моль  | децимоль   | дмоль       | dmol        |
| 102 моль                                              | гектомоль  | гмоль       | hmol        | 10−2 моль  | сантимоль  | смоль       | cmol        |
| 103 моль                                              | киломоль   | кмоль       | kmol        | 10−3 моль  | миллимоль  | ммоль       | mmol        |
| 106 моль                                              | мегамоль   | Ммоль       | Mmol        | 10−6 моль  | микромоль  | мкмоль      | µmol        |
| 109 моль                                              | гигамоль   | Гмоль       | Gmol        | 10−9 моль  | наномоль   | нмоль       | nmol        |
| 1012 моль                                             | терамоль   | Тмоль       | Tmol        | 10−12 моль | пикомоль   | пмоль       | pmol        |
| 1015 моль                                             | петамоль   | Пмоль       | Pmol        | 10−15 моль | фемтомоль  | фмоль       | fmol        |
| 1018 моль                                             | эксамоль   | Эмоль       | Emol        | 10−18 моль | аттомоль   | амоль       | amol        |
| 1021 моль                                             | зеттамоль  | Змоль       | Zmol        | 10−21 моль | зептомоль  | змоль       | zmol        |
| 1024 моль                                             | йоттамоль  | Имоль       | Ymol        | 10−24 моль | иоктомоль  | имоль       | ymol        |
| 1027 моль                                             | роннамоль  | Рнмоль      | Rmol        | 10−27 моль | ронтомоль  | рнмоль      | rmol        |
| 1030 моль                                             | кветтамоль | Квмоль      | Qmol        | 10−30 моль | квектомоль | квмоль      | qmol        |
| рекомендовано к применению применять не рекомендуется |            |             |             |            |            |             |             |

## Молярная масса
Молярная масса — характеристика вещества, отношение массы вещества к количеству молей этого вещества, то есть масса одного моля вещества. Для отдельных химических элементов молярной массой является масса одного моля отдельных атомов этого элемента, то есть масса атомов вещества, взятых в количестве, равном числу Авогадро. В этом случае молярная масса элемента, выраженная в г/моль, численно совпадает с молекулярной массой — массой молекулы, выраженной в а. е. м. (атомная единица массы). Однако надо чётко представлять разницу между молярной массой и молекулярной массой, понимая, что они равны лишь численно и отличаются по размерности.

## Молярный объём
Моля́рный объём Vm — объём одного моля вещества (простого вещества, химического соединения или смеси) при данной температуре и давлении; величина, получающаяся от деления молярной массы M вещества на его плотность ρ: таким образом, Vm = M/ρ. Молярный объём характеризует плотность упаковки молекул в данном веществе. Для простых веществ иногда используется термин атомный объём. В Международной системе единиц (СИ) единицей измерения молярного объёма является кубический метр на моль (русское обозначение: м3/моль; международное: m3/mol).

## Молярная теплоёмкость
Молярная теплоёмкость — отношение теплоёмкости к количеству вещества, теплоёмкость одного моля вещества (в принципе разная для различных веществ, хотя в свете закона Дюлонга — Пти — имеет близкое значение, и даже приближенно совпадает в достаточно широких пределах изменения температуры у многих веществ). Это — физическая величина, численно равная количеству теплоты, которое необходимо передать одному молю (данного) вещества для того, чтобы его температура изменилась на единицу, или — произведение удельной теплоёмкости элемента на его атомную массу дает количество тепла, необходимое для повышения температуры 1 моля этого элемента на 1°С (или, что равнозначно, на 1 К). В Международной системе единиц (СИ) молярная теплоёмкость измеряется в джоулях на моль на кельвин, Дж/(моль·К). Иногда используются и производные единицы, как Дж/(кмоль·К), или внесистемные единицы: калория/(кг·К) и т. д.

## Мольная доля
Мольная доля вещества — способ выражения концентрации, отношение количества вещества к общему количеству всех веществ, содержащихся в смеси:
{\displaystyle x_{\mathrm {A} }={\frac {n_{\mathrm {A} }}{\sum _{i}n_{i}}},}
где
{\displaystyle x_{\mathrm {A} }} — мольная доля вещества A в смеси;
{\displaystyle n_{\mathrm {A} }} — количество вещества A, содержащееся в смеси (измеряется в молях);
{\displaystyle \sum _{i}n_{i}} — сумма количества вещества всех компонентов раствора (измеряется в молях).

## Праздник «День моля»
День моля — неофициальный праздник, отмечаемый химиками Северной Америки 23 октября между 6:02 утра и 6:02 вечера (6:02 10/23 в американской нотации времени и даты). Эти время и дата выбраны в соответствии с численным значением постоянной Авогадро, приблизительно равной 6,02⋅1023 моль−1. Праздник также отмечается во многих школах США и Канады.